# Бередники
Бередники — деревня в Бережанской волости Островского района Псковской области.
Расположена на левом берегу реки Великая, в 8 км к юго-востоку от центра города Остров.
Численность населения деревни по состоянию на 2000 год составляла 14 жителей.